# ランキン郡 (ミシシッピ州)
ランキン郡（英: Rankin County）は、アメリカ合衆国ミシシッピ州の中央部に位置する郡である。人口は15万7031人（2020年）。郡庁所在地はブランドンであり、同郡で人口最大の都市はパールである。郡名はミシシッピ州会議員を1819年から1826年まで務めたクリストファー・ランキンに因んで名付けられた。
ランキン郡はジャクソン都市圏に属している。

## 地理
アメリカ合衆国国勢調査局に拠れば、郡域全面積は806.09平方マイル (2,087.8 km2)であり、このうち陸地774.52平方マイル (2,006.0 km2)、水域は31.57平方マイル (81.8 km2)で水域率は3.92%である。

### 主要高規格道路
- 州間高速道路20号線
- アメリカ国道80号線
- アメリカ国道49号線
- ミシシッピ州道13号線
- ミシシッピ州道18号線
- ミシシッピ州道25号線
- ミシシッピ州道43号線

### 空港
ジャクソン・エヴァース国際空港がランキン郡の未編入領域にある。

### 隣接する郡
- マディソン郡 - 北
- スコット郡 - 東
- スミス郡 - 南東
- シンプソン郡 - 南
- ハインズ郡 - 西

## 人口動態
以下は2000年国勢調査による人口統計データである。
| 基礎データ - 人口: 115,327人 - 世帯数: 42,089 世帯 - 家族数: 31,145 家族 - 人口密度: 57人/km2（149人/mi2） - 住居数: 45,070軒 - 住居密度: 22軒/km2（58軒/mi2） 人種別人口構成 - 白人: 81.03% - アフリカン・アメリカン: 17.12% - ネイティブ・アメリカン: 0.16% - アジア人: 0.66% - 太平洋諸島系: 0.02% - その他の人種: 0.41% - 混血: 0.60% - ヒスパニック・ラテン系: 1.32% 先祖による構成 - イギリス系：52.8% - アフリカ系：17.12% - スコットランド・アイルランド系：15% - アイルランド系：5.1% - スコットランド系：3.2% 年齢別人口構成 - 18歳未満: 25.9% - 18-24歳: 9.1% - 25-44歳: 32.4% - 45-64歳: 23.0% - 65歳以上: 9.5% - 年齢の中央値: 35歳 - 性比（女性100人あたり男性の人口） - 総人口: 95.6 - 18歳以上: 92.5 | 世帯と家族（対世帯数） - 18歳未満の子供がいる: 36.7% - 結婚・同居している夫婦: 58.1% - 未婚・離婚・死別女性が世帯主: 12.2% - 非家族世帯: 26.0% - 単身世帯: 21.9% - 65歳以上の老人1人暮らし: 6.2% - 平均構成人数 - 世帯: 2.62人 - 家族: 3.07人 収入と家計 - 収入の中央値 - 世帯: 44,946米ドル - 家族: 51,707米ドル - 性別 - 男性: 36,097米ドル - 女性: 26,096米ドル - 人口1人あたり収入: 20,412米ドル（ミシシッピ州では第1位） - 貧困線以下 - 対人口: 9.5% - 対家族数: 7.3% - 18歳未満: 15.5% - 65歳以上: 11.7% |

## 州政府の機関
ミシシッピ州矯正省が郡内未編入領域に中央ミシシッピ矯正施設を運営している。ここには女性死刑囚を収容している。またブランドン市にブランドン保護観察保釈事務所を運営している。
ミシシッピ州心療省ミシシッピ州立病院が郡内の未編入領域ウィットフィールドにある。元ランキン農場刑務所グラウンドに立っている。1935年、ミシシッピ州立精神病院が、ジャクソン市北部の19世紀に建てられた建物から現在の場所に移ってきた。
ミシシッピ州公衆安全省がランキン郡の中央ミシシッピ矯正施設とミシシッピ州立病院の近くにある広さ243エーカー (0.98 km2) の敷地にミシシッピ州警察訓練学校を運営している。ジャクソン市からは10マイル (16 km) の位置にある。
ミシシッピ州環境性状省が、ランキン郡の未編入領域で中央地域事務所と研究室を運営している。2007年、ミシシッピ州ハイウェイパトロールが刑務所の道路向かいに運転免許発行施設をオープンした。

## 都市と町

### 都市
- ブランドン - 郡庁所在地
- フローウッド
- ジャクソン（大半はハインズ郡、小部分がマディソン郡）
- パール
- リッチランド

### 町
- フローレンス
- ペラハチー

### 村
- パケット

### 未編入の町
- ファニン
- ジョンズ
- リーズバーグ
- パイニーウッズ
- サンドヒル
- スター
- ウィットフィールド

### 廃村
- カトー
- クロスゲイツファーム
- バリュー
- ロビンフッド/シャディレイクス